# Tanzania ai Giochi della XXX Olimpiade
La Tanzania ha partecipato ai Giochi della XXX Olimpiade di Londra che si sono svolti dal 27 luglio al 12 agosto 2012. È stata la 12ª partecipazione degli atleti tanzaniani ai giochi olimpici estivi.
Gli atleti della delegazione tanzaniana sono stati 6 (4 uomini e 2 donne), in 3 discipline. Alla cerimonia di apertura la portabandiera è stata Zakia Mrisho Mohamed, atleta specializzata nelle gare di mezzofondo; nessun portabandiera ha presenziato alla cerimonia di chiusura.
Nel corso della manifestazione la Tanzania non ha ottenuto alcuna medaglia.

## Atletica leggera
| Q | Qualificato al turno successivo per la posizione in qualificazione                                                           |
| q | Qualificato per il turno successivo per ripescaggio o, negli eventi su campo, conquistando la misura minima per qualificarsi |

### Maschile
Eventi di corsa su pista e strada
| Atleta           | Evento   | Finale    | Finale    |
| Atleta           | Evento   | Risultato | Posizione |
| ---------------- | -------- | --------- | --------- |
| Faustine Mussa   | Maratona | 2h 17'39" | 33°       |
| Samson Ramadhani | Maratona | 2h 24'53" | 66°       |

### Femminile
Eventi di corsa su pista e strada
| Atleta               | Evento | Batteria  | Batteria  | Finale          | Finale          |
| Atleta               | Evento | Risultato | Posizione | Risultato       | Posizione       |
| -------------------- | ------ | --------- | --------- | --------------- | --------------- |
| Zakia Mrisho Mohamed | 5000 m | 15'39"58  | 16ª       | non qualificata | non qualificata |

## Nuoto e sport acquatici

### Nuoto
Maschile
| Atleta           | Evento             | Batterie | Batterie   | Semifinali      | Semifinali      | Finale          | Finale          |
| Atleta           | Evento             | Tempo    | Classifica | Tempo           | Classifica      | Tempo           | Classifica      |
| ---------------- | ------------------ | -------- | ---------- | --------------- | --------------- | --------------- | --------------- |
| Ammaar Ghadiyali | 100 m stile libero | 1'01"07  | 55º        | non qualificato | non qualificato | non qualificato | non qualificato |

Femminile
| Atleta          | Evento             | Batterie | Batterie   | Semifinali      | Semifinali      | Finale          | Finale          |
| Atleta          | Evento             | Tempo    | Classifica | Tempo           | Classifica      | Tempo           | Classifica      |
| --------------- | ------------------ | -------- | ---------- | --------------- | --------------- | --------------- | --------------- |
| Magdalena Moshi | 100 m stile libero | 1'05"80  | 45ª        | non qualificata | non qualificata | non qualificata | non qualificata |

## Pugilato
Maschile
| Atleta           | Evento               | Sedicesimi             | Ottavi di finale     | Quarti di finale     | Semifinali           | Finale               | Pos. |
| Atleta           | Evento               | Avversario Risultato   | Avversario Risultato | Avversario Risultato | Avversario Risultato | Avversario Risultato | Pos. |
| ---------------- | -------------------- | ---------------------- | -------------------- | -------------------- | -------------------- | -------------------- | ---- |
| Selemani Kidunda | Pesi welter (-69 kg) | V. Belous (MDA) P 7–20 | non qualificato      | non qualificato      | non qualificato      | non qualificato      | 17º  |